# Moreira Chonguica
Moreira Chonguica (Matola, Moçambic, 13 de febrer de 1977) és un etnomusicòleg, saxòfonista, compositor i productor musical.

## Biografia
Es va traslladar a Ciutat del Cap (Sud-àfrica) per continuar els seus estudis, i s'hi va graduar a la South African College of Music de la Universitat de Ciutat del Cap amb una llicenciatura en performance de jazz i grau d'honor (summa cum laude) en etnomusicologia l'any 2000.
A Ciutat del Cap participa amb una escola comunitària a Kensington, anomenada Xulon Musictech dirigida per Camillo Lombard i Ezra Delport. Aquí ensenya saxòfon i habilitats de la vida a músics aspirants. A més tutoritza joves aspirants a saxofonistes de franc en base "ad hoc". En 2000, Moreira va ser escollit per la ciutat de Chicago per formar part del programa d'intercanvi cultural coordinat per Ernest Dawkins al costat d'uns altres músics sud-africans. En 2002, va ser finalista en el Adcock Ingram Jazz Competition a través de la Universitat de Ciutat del Cap.
L'àlbum de debut de Moreira, "The Moreira ProjectT Vol 1-The Journey" va ser llançat al desembre de 2005 i va rebre una resposta aclaparadora de la indústria i dels mitjans de comunicació tant a nivell local com internacional. L'àlbum expressa no solament la seva capacitat d'escriptura de cançons fenomenals i actuacions enèrgiques, sinó també el seu principal cop d'estat per aconseguir el suport i el talent de la llegenda internacional del jazz Najee en diversos temes. L'àlbum està especialitzat en jazz fusió africà contemporani i va ser gravat per la mateixa marca de gravació independent de Moreira, MoreStar Entertainment (Pty) Ltd. Produïda per Mark Fransman i Moreira, l'àlbum va crear un nou despertar en els amants del jazz. En 2006 va participar en el Festival Internacional de Jazz de Ciutat del Cap. En 2017 va treure un disc amb Manu Dibango.

## Discografia
- The Moreira Project Vol 1 - The Journey (2005)
- The Moreira Project Vol 2 - Citizen of the World (2009)
- Khanimambo (2011)
- MP Reloaded (2013)
- Sensasons (2014)
- Live at Polana Serena Hotel (2015)
- M & M: Moreira Chonguica & Manu Dibango (2017)